# Torre Vendôme
La torre Vendôme (en maltés: Torri Vendôme, coloquialmente Torri tal-Vandomu) es un reducto en Marsaxlokk, Malta. Fue construido por la Orden de San Juan en 1715 como parte de una serie de fortificaciones costeras alrededor de las costas de las Islas Maltesas. Es el único reducto sobreviviente en Malta. Hoy, la Torre Vendôme alberga la sede del Marsaxlokk FC.
El reducto también es conocido por varios otros nombres, incluido Reducto Vendôme (en maltés: Ridott ta' Vendôme   ), Reducto Qrajten o Craite (en maltés: Ridott tal-Qrajten ) y Reducto Pesquero.

## Historia
La Torre Vendôme fue construida entre 1715 y 1716 como parte del primer programa de construcción de fortificaciones costeras de la Orden de San Juan. Fue uno de los cuatro tour-reduits construidos en Malta, siendo los otros tres Fresnoy Redoubt, Spinola Redoubt y Marsalforn Tower . Sin embargo, los demás fueron todos demolidos, dejando la Torre Vendôme como la única de este tipo.
La torre lleva el nombre de Felipe de Vendôme, el Gran Prior de Francia. Fue el asesor militar que abogó por la construcción de muchas baterías y reductos en Malta. De hecho, otras baterías y reductos también se conocen con el nombre de Batería de Vendôme o Reducto de Vendôme. 
La estructura es esencialmente un blocao en forma de torre con planta cuadrada. Tiene paredes inclinadas rematadas por un parapeto, y las paredes están perforadas con saeteras de fusilería. La estructura estaba originalmente rodeada por una zanja, con un puente levadizo que conducía a la entrada principal. Sin embargo, la zanja ya no existe. El interior de la torre consta de dos habitaciones y una escalera que conduce a la azotea. En la torre también se ubicó una capilla.
La torre estaba destinada a evitar que los barcos enemigos aterrizaran en la bahía de Marsaxlokk. Formaba parte de una cadena de fortificaciones que defendían la bahía, que también incluía la gran Torre de San Luciano, dos torres más pequeñas torre de Redín, siete baterías costeras, cuatro reductos y tres atrincheramientos.

## En la actualidad

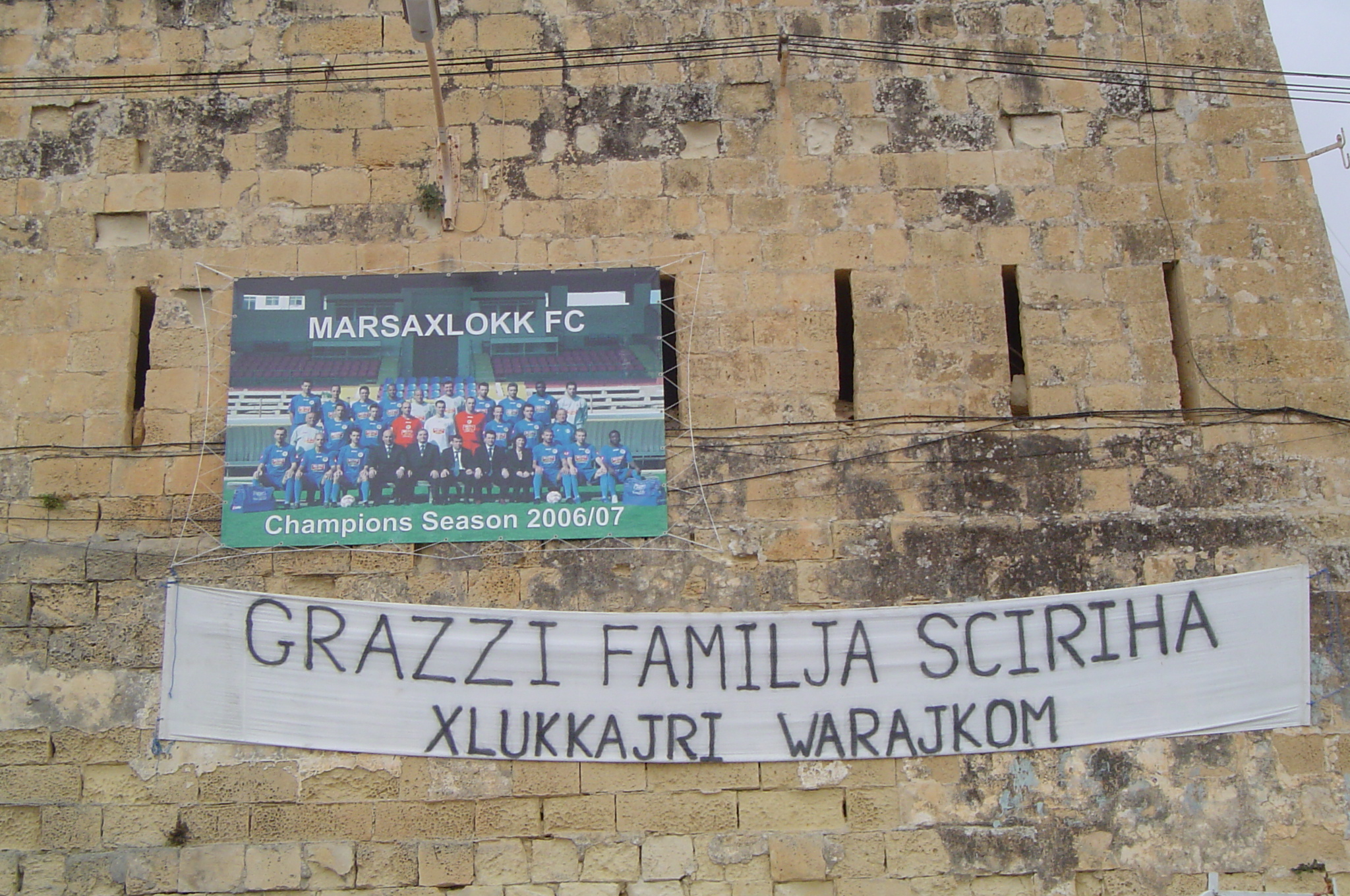
La Torre Vendôme es ahora la sede del Marsaxlokk FC

Hoy en día, la Torre Vendôme se utiliza como sede del club de fútbol Marsaxlokk FC y no está abierta al público. Los muros sur y oeste necesitan restauración.